# California State University - Fresno

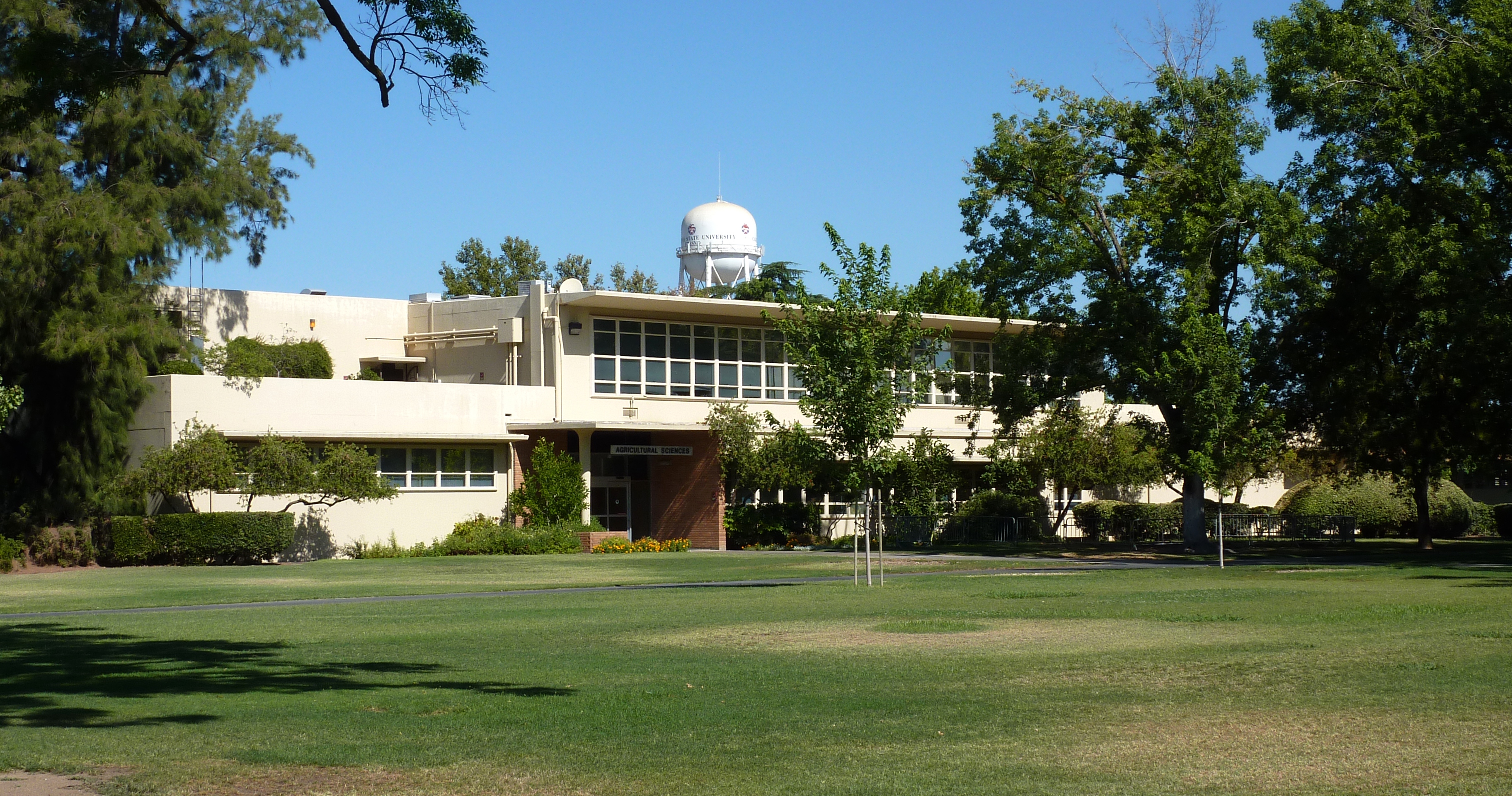
Het Agriculture Building op de campus van de Fresno State University

De California State University - Fresno, ook bekend als de Fresno State University (FSU), is een Amerikaanse openbare universiteit in het noordoosten van de Californische stad Fresno. De universiteit maakt deel uit van het California State University-systeem, dat in totaal 23 campussen telt, en geldt als een van de meer prestigieuze campussen in het systeem.

## Campus
De universiteitscampus ligt aan de voet van het Sierra Nevada-gebergte in de San Joaquin-vallei. Daarmee ligt de universiteit op een korte afstand rijden van allerlei populaire bestemmingen in de bergen en op drie uur rijden van zowel Los Angeles als San Francisco. De hoofdcampus is zo'n 157 ha groot en telt meer dan 46 gebouwen in zowel traditionele als moderne architectuur. Een ander onderdeel van de universiteit is de 409 ha grote University Farm, waar nog eens 34 gebouwen staan. Daarmee heeft Fresno een van de meest uitgebreide en best voorziene landbouwfaciliteiten in het westen van de VS.

## Onderwijs
Fresno State heeft een goede academische reputatie en verschijnt regelmatig in rankings van Amerikaanse universiteiten.

### Scholen en colleges
De universiteit is onderverdeeld in zes colleges, twee scholen en één divisie:
- Jordan College of Agricultural Sciences and Technology
- College of Arts and Humanities
- Craig School of Business
- Kremen School of Education and Human Development
- Lyles College of Engineering
- College of Health and Human Services
- College of Science and Mathematics
- College of Social Sciences
- Division of Continuing and Global Education

## Alumni
Enkele bekende alumni van de California State University - Fresno zijn:
- Armen Alchian, econoom
- Robert Beltran, acteur
- Cruz Bustamante, voormalig luitenant-gouverneur van Californië
- Paul George, basketbalspeler
- Rick Husband, astronaut
- Dot Marie Jones, sporter en actrice
- Kenny Guinn, opvoedkundige en zakenman
- Joe Odagiri, acteur
- Paul O'Neill, politicus
- Sam Peckinpah, filmregisseur